# Bistrița (Siret)
Bistrița (rumænsk udtale: [ˈbistrit͡sa] (kaldes også Bistrița Aurie eller Bistrița Moldoveană; ungarsk: Aranyos-Beszterce) er en flod der løber i de rumænske regioner Maramureș, Bukovina og Moldavien (det meste af dens længde). Det er en højre biflod til floden Siret. Ved Chetriș, nær Bacău, løber den ud i Siret. Dens udspring er i Rodna-bjergene, ved foden af bjerget Gârgalău. Den løber gennem distrikterne Bistrița-Năsăud, Suceava, Neamț og Bacău. Byerne Vatra Dornei, Bicaz, Piatra Neamț, Roznov, Buhuşi og Bacău ligger langs floden. Bistrița er 283 km lang, og dens afvandingsområde er 7.039 km2.
Den øvre del af floden er også kendt som Bistrița Aurie (tysk: Goldene Bistritz).
Følgende steder er der blevet bygget dæmninger over floden Bistrița:
- Topoliceni
- Izvorul Muntelui
- Pângărați
- Vaduri
- Piatra Neamț
- Reconstrucția
- Racova
- Gârleni
- Lilieci
- Bacău

## Byer og landsbyer
Følgende byer og landsbyer ligger langs floden Bistrița, fra kilden til mundingen: Șesuri, Cârlibaba Nouă, Valea Stânei, Botoș, Ciocănești, Iacobeni, Argestru, Vatra Dornei, Cozăneto șori, Cozăneto șori, Cozănetoi, Chiăt Satu Mare, Crucea, Holda, Holdița, Broșteni, Lungeni, Frasin, Mădei, Pârâul Cârjei, Borca, Soci, Pârâul Pântei, Bușmei, Farcașa, Popești, Frumosu, Pârâul Faguluii, Largului, Călugăreni, Bistricioara, Ceahlău, Chirițeni, Grozăvești, Buhalnița, Ruginești, Izvoru Alb, Bicaz, Capșa, Tarcău, Straja, Oanțu, Pângărați, Preluca, Vaduria, Vadura, Doulia, Brășăuți, Săvinești, Roznov, șovoaia, Zănești, Ruseni, Podoleni, Rediu, Costișa, Frunzeni, Buhuşi, Blăgești, Racova, Buda, Gura Văii Bacău, Gârleni De Sus, Gârleni, Itești.

## Bifloder
Følgende floder er bifloder til floden Bistrița (fra kilden til mundingen):
- Venstre: Bârjaba, Vulcănescu, Mostim, Tinosu Mare, Iurescu, Bretila, Țibău, Cârlibaba, Afinetu, Valea Stânei, Andronic, Botoș, Gropăria, Oița, Brezuța, Fieru, Chianța, Fieru, Ghiența, Chianța, Frumușana, Izvorul Arseneasa, Colbu, Arama, Chiril, Cojoci, Fieru, Pârâul Fagului, Izvorul Casei, Leșu, Holda (eller Puzdra), Holdița, Cotârgași, Pietroasa, Leto, Sabasa, Fărca, Hangu, Bola, St., Buhalnița, Potoci, Capșa, Pângărați, Pângărăcior, Valea Mare, Cuejdiu, Frăsinel, Cracău, Câlneș, Români, Lețcana, Racova, Valea Rea.
- Til højre: Putreda, Tomnatecu Mare, Tomnatecu Mic, Bila, Lala, Rotunda, Izvorul Șes, Zacla, Valea Rusăi, Măgura, Fundoaia, Stânișoara, Valea Bâtcii, Izvorul Gândacului, Diaca, Humor, Scorăuzel, Pâ Marăuzel, Pâ Marăuzel, Scorăr, Tisa, Ciotina, Haju, Dorna, Neagra, Arin, Cozănești, Ortoaia, Bolătău, Rusca, Oșoiu, Sunători, Valea Lutului, Izvoru Rău, Bârnărel, Pârâul Born, Bârâul Cornuepten, Cârâul Cornuepten, Cârâul Cornuepten, Cârâul Cornuepten, Ruseni, Zahorna, Roșeni, Pârâul Duruitorilor, Bistricioara, Schit, Răpciunița, Țiflic, Valea Strâmtorilor, Izvorul Alb, Secu, Izvorul Muntelui, Coșușna, Bicaz, Bicaz Potoc, Crasni, Crasna, Crasna, Crasna, Crasna, Crasni, Sasca, Calul, Iapa, Nechit, Poloboc, Dragova, Buda, Trebeș.